# Foreigner (álbum de Cat Stevens)
Foreigner es el séptimo álbum de estudio del cantautor británico Cat Stevens, publicado en julio de 1973. Adicionalmente a la canción "The Hurt", que recibió cierta radiodifusión en Estados Unidos y el Reino Unido, Foreigner incluye las canciones "100 I Dream" y "Foreigner Suite", canción de 18 minutos de duración. Stevens nombró el álbum Foreigner, que significa "extranjero" en español, debido a que al momento de la grabación del mismo se encontraba residiendo en Brasil debido a los altos impuestos británicos.

## Lista de canciones
Todas compuestas por Cat Stevens.

### Lado A
1. "Foreigner Suite" – 18:19

### Lado B
1. "The Hurt" – 4:18
2. "How Many Times" – 4:26
3. "Later" – 4:44
4. "100 I Dream" – 4:09

## Créditos
- Cat Stevens – voz, guitarras, teclados
- Jean Roussel – teclados
- Phil Upchurch – guitarra eléctrica
- Paul Martinez – bajo
- Bernard Purdie – batería, percusión
- Patti Austin – voz
- Barbara Massey – voz
- Tasha Thomas – voz